# Royal Cheese

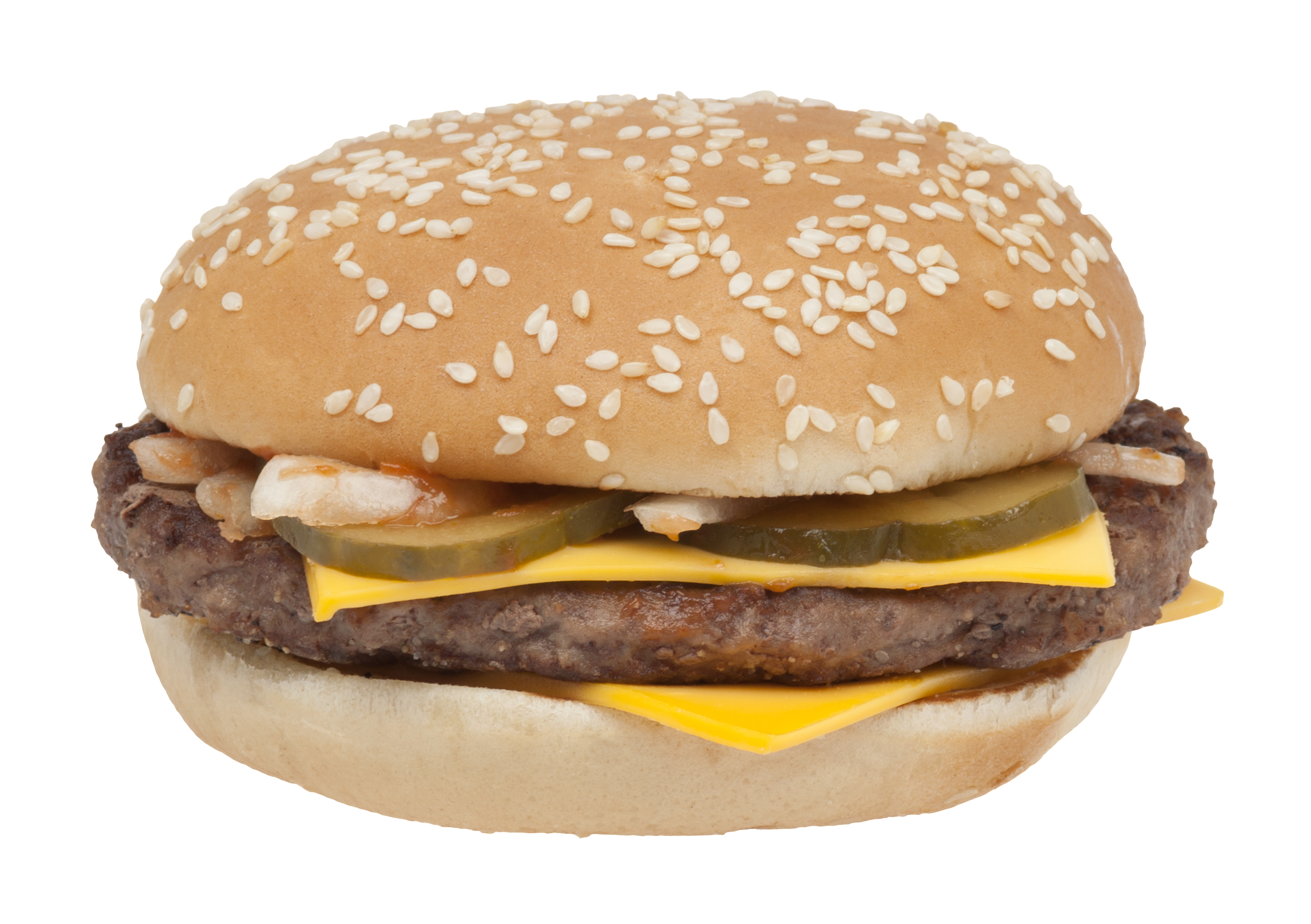
Un Royal Cheese.

Le Royal Cheese, ou Quart de livre avec fromage au Canada, ou Cheeseburger Royal en Suisse, est un type de hamburger élaboré par la chaîne de restauration rapide américaine McDonald's.
Il est composé comme suit : couronne, moutarde, ketchup, oignons en lamelles, deux cornichons, tranche de cheddar, viande Signature (3G), tranche de cheddar, talon.[réf. nécessaire]
Début 2019, McDonald’s France décide de retirer le Royal Cheese de sa carte. Il en est de même pour tous les autres hamburgers de la gamme « Royal ». En septembre 2020, McDonald's France réintègre le Royal Cheese pour une durée limitée.
Son nom originel, en anglais, est Quarter Pounder with Cheese et c'est ce dernier ou sa traduction qui est généralement utilisé dans les pays où la population est plus familière avec les unités de mesure anglo-saxonnes (« Quart de livre avec fromage » au Canada, Cuarto de libra con queso au Mexique, etc.). Au Royaume-Uni, il est commercialisé aussi sous le nom de Quarter Pounder with Cheese.

## Valeurs nutritionnelles
Valeurs nutritionnelles pour un Royal Cheese d'après le site de McDonald's.
|                          | Par produit | Apport de référence (AR*) |
| ------------------------ | ----------- | ------------------------- |
| Énergie                  | 2 204 kJ    | 26 %                      |
|                          | 528 kCal    | 26 %                      |
| Matière grasse           | 28 g        | 40 %                      |
| dont acides gras saturés | 14 g        | 70 %                      |
| Glucides                 | 36 g        | 14 %                      |
| dont sucres              | 10 g        | 11 %                      |
| Fibres                   | 3 g         | -                         |
| Protéines                | 32 g        | 64 %                      |
| Sel                      | 2,6 g       | 43 %                      |

* Correspond au pourcentage de l’apport de référence quotidien pour un adulte type (8 400 kJ/2 000 kcal).

## Dans la culture
La discussion portant sur le nom du sandwich en France (utilisant le système métrique) et aux États-Unis (utilisant les unités de mesure américaines) entre Vincent Vega (John Travolta) et Jules Winnfield (Samuel L. Jackson) est une des scènes célèbres du film Pulp Fiction de Quentin Tarantino (1994) ; elle fait d'ailleurs partie de la bande originale du film. Dans la version originale, le nom du sandwich est cependant le « Royale with Cheese ».